# Стадион МОЛ арена Шошто
Стадион МОЛ арена Шошто (мађ. MOL Aréna Sóstó) је стадион у Секешфехервару, Мађарска.  Стадион се највише користи за клубски фудбал. Користе га ФК МОЛ Фехервар. Стадион прима 14.201 гледалаца.

## Историја
Изградња стадиона је коштала 13,98 милијарди форинти (HUF). Стадион је изграђен по нацрту три архитекта Агнеш Страјт, Октавијан Буритс и Ласла Петерфија.
Стадион је отворен 21. новембра 2018. године утакмицом ФК МОЛ Фехервар против ФК Ујпешта, утакмицом шестог кола Мађарске прве лиге сезона 2018/19.. Утакмица је завршена победом домаћина са 1:0. Први гол на овом стадиону постигао је Роланд Јухас у 58. минуту игре.